# Daugeliškiai
Daugeliškiai – wieś na Litwie, w okręgu kowieńskim, w rejonie kowieńskim. Miejscowość jest oddalona o około 7,5 kilometra od miasta Wilki, o około 30 od miasta Kowno i o około 33 kilometry od miasta Kiejdany.
W 2011 roku liczyła 316 mieszkańców.